# Sir Bani Jas
Sir Bani Jas (arab. ‏‎, Ṣīr Banī Yās) – wyspa leżąca w Zatoce Perskiej, należąca do Zjednoczonych Emiratów Arabskich, położona 8 km od wybrzeża i 180 km na południowy zachód od stolicy Abu Zabi. Wyspa została uznana za obszar ochrony przyrody.
Na wyspie znajduje się lotnisko Sir Bani Jas (IATA: XSB, ICAO: OMBY).